# ФК Вотфорд
ФК Вотфорд је професионални фудбалски клуб из Вотфорда, грофовија Хартфордшир Енглеска. Тренутно наступа у Премијер лиги, првом рангу енглеског фудбала. Основан је 1881. године као Вотфорд роверс. Први наступ у ФА купу су имали 1886. године. Првобитно су наступали у Southern League. У сезони 1914/15. под вођством Хари Кента освојили су Southern League. У Football League улазе 1920. године. У својој историји клуб је играо на више стадиона пре преласка на Викараж роуд 1992. године, на којем и данас играју домаће утакмице. Већину свог постојања Вотфорд је провео у нижим лигама. У више наврата клуб је мењао боје и грб.
Период под вођством Грејема Тејлора био је веома успешан за клуб. Од његовог именовања 1977. године па до одласка 1987. године Вотфорд је из четврте дивизије ушао у прву. У сезони 1982/83. клуб је завршио на другом месту Прве дивизије, те се тако пласирао у Куп УЕФА. Године 1984. је играо финале ФА купа против Евертона, поражени су са 2:0.
Клуб је у власништву породице Поцо, која је такође власник италијанског Удинезеа и шпанске Гранаде.

## Историја
Вотфорд је основао 1881. године Хенри Гроверанд. Клуб је првобитно играо на аматерском нивоу. Домаће утакмице је играо на неколико локација у граду. Прво учешће у ФА купу клуб је имао у сезони 1886/87. а 1889. је освојио County Cup по први пут. Године 1890. клуб је постао део спортског друштва West Hertfordshire Sport Club, те се преселио на Cassio Road. Године 1893. мења име у West Hertfordshire. Године 1896. постају члан Southern Football League, а наредне године почињу играти фудбал на професионалном нивоу. West Hertfordshire се спојио са локалним ривалом Watford St Mary's 1908. године, а нови клуб је назван Watford Football Club.
Након испадања у Southern League Second Division 1903. године, Вотфорд за менаџера именује Џона Годала. Он је са клубом изборио промоцију, а на клупи Вотфорда се задржао до 1910. године. Упркос финансијским проблемима Вотфорд осваја Southern League у сезони 1914/15. под водством Хари Кента. У сезони 1921/22. Вотфорд наступа у трећем рангу The Football League. Кент на позицији менаџера остаје до 1926. године.
Због Другог светског рата Football League је била обустављена. Године 1946. такмичење је настављено, а Вотфорд је поново играо у трећој дивизији.